# هاجو
هاجو (به لاتین: Həjo) یک منطقه مسکونی در جمهوری آذربایجان است که در شهرستان آستارا واقع شده است.